# Ford Econovan
Ford Econovan – samochód dostawczo-osobowy klasy średniej produkowany pod amerykańską marką Ford w latach 1977 – 2005.

## Pierwsza generacja

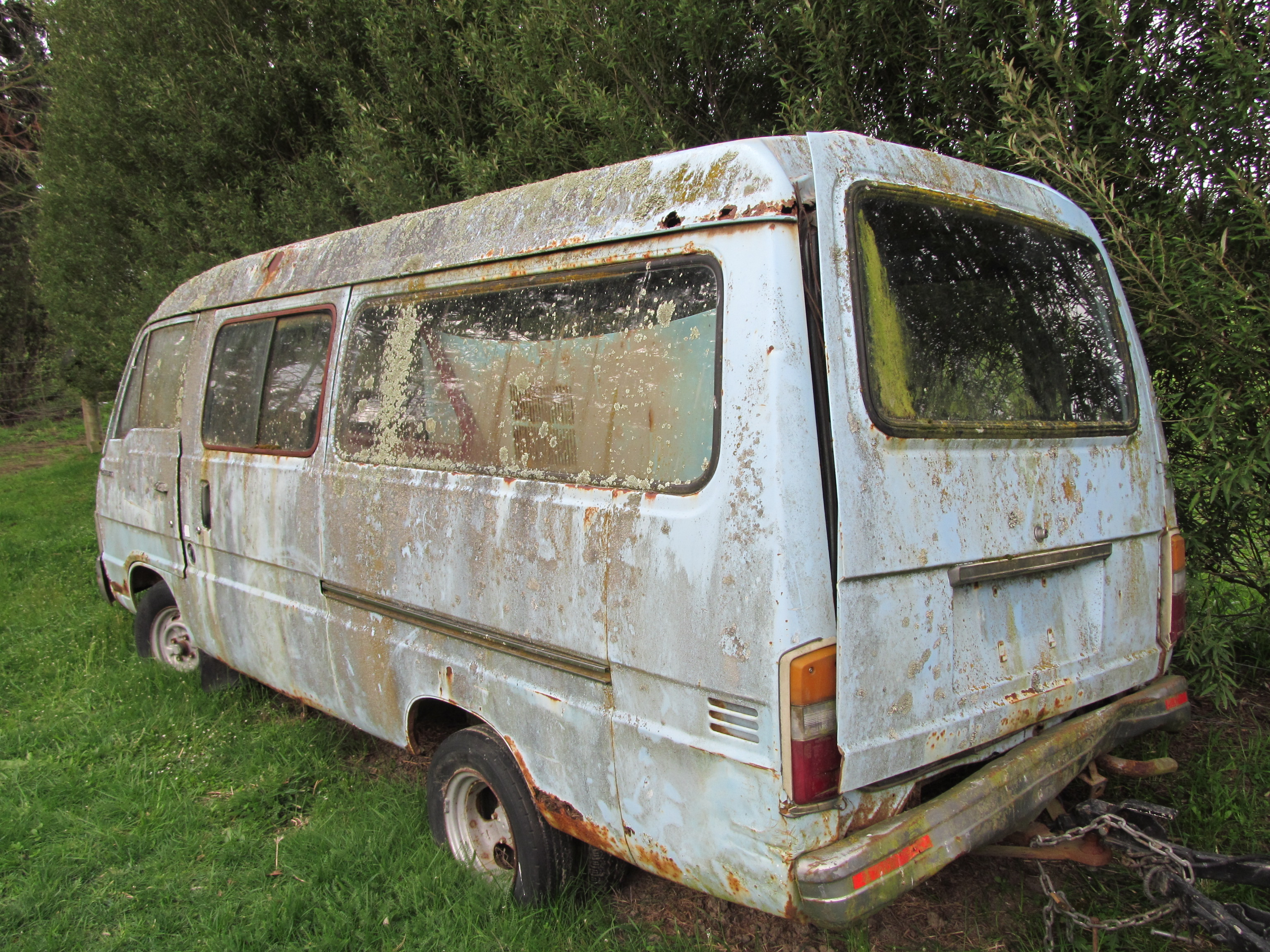
Ford Econovan I - tył

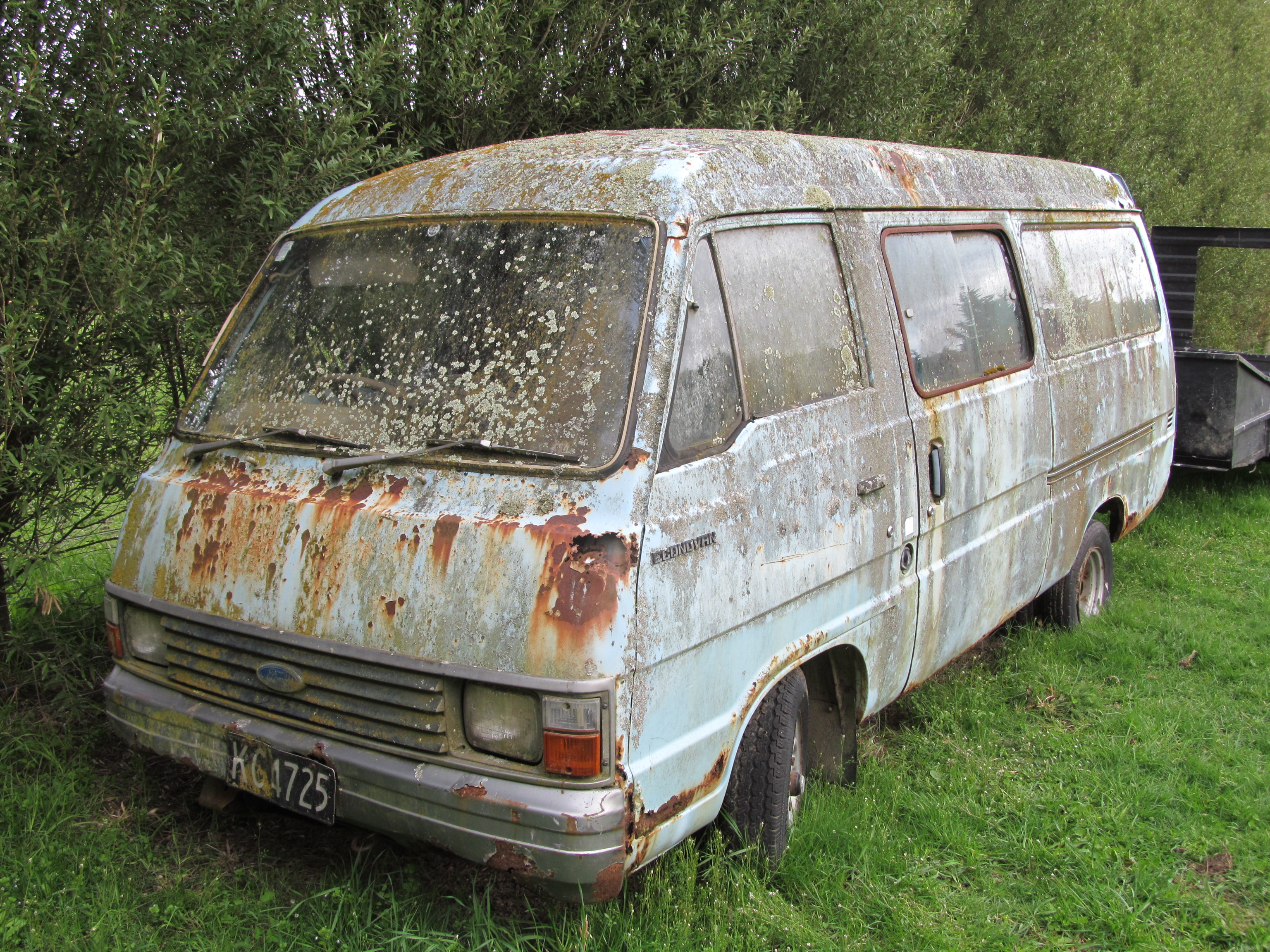
Ford Econovan I po liftingu

Ford Econovan I został zaprezentowany po raz pierwszy w 1977 roku.
W 1977 roku Ford podjął decyzję o zacieśnieniu współpracy z japońską firmą Mazda, czego efektem było opracowanie dużego samochodu dostawczego z silnikiem umieszczonym pod kabiną na potrzeby rynku Azji Wschodniej, Australii i Oceanii. Model Econovan powstał jako bliźniacza konstrukcja względem Mazdy Bongo, odróżniając się od niej wyglądem przedniego zderzaka i logotypów na karoserii.

### Silniki

#### Benzynowe
- L4 2.0L FE
- L4 1.8L F2

#### Wysokoprężne
- L4 2.2L WL-T

## Druga generacja

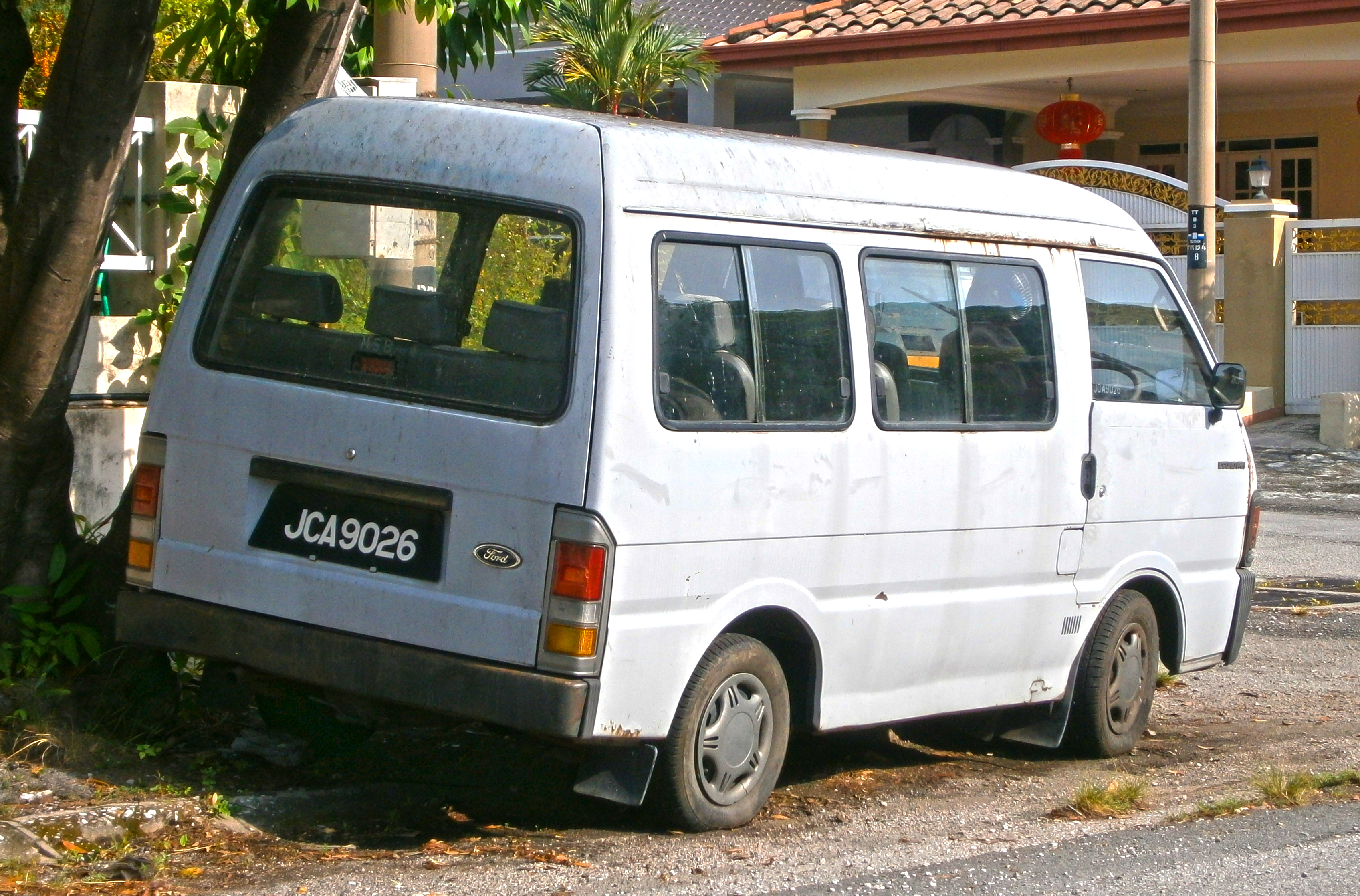
Ford Econovan II - tył

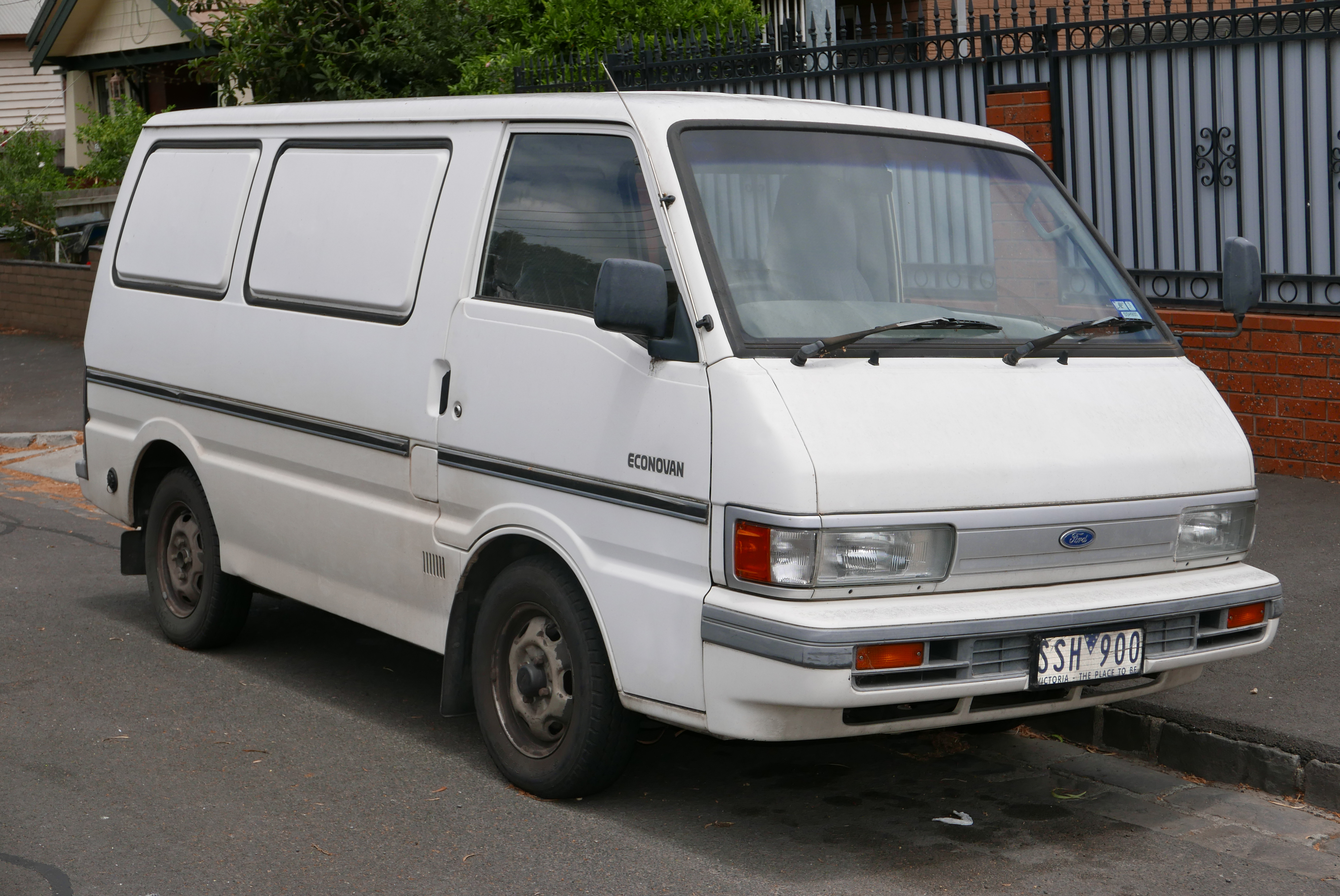
Ford Econovan II po liftingu

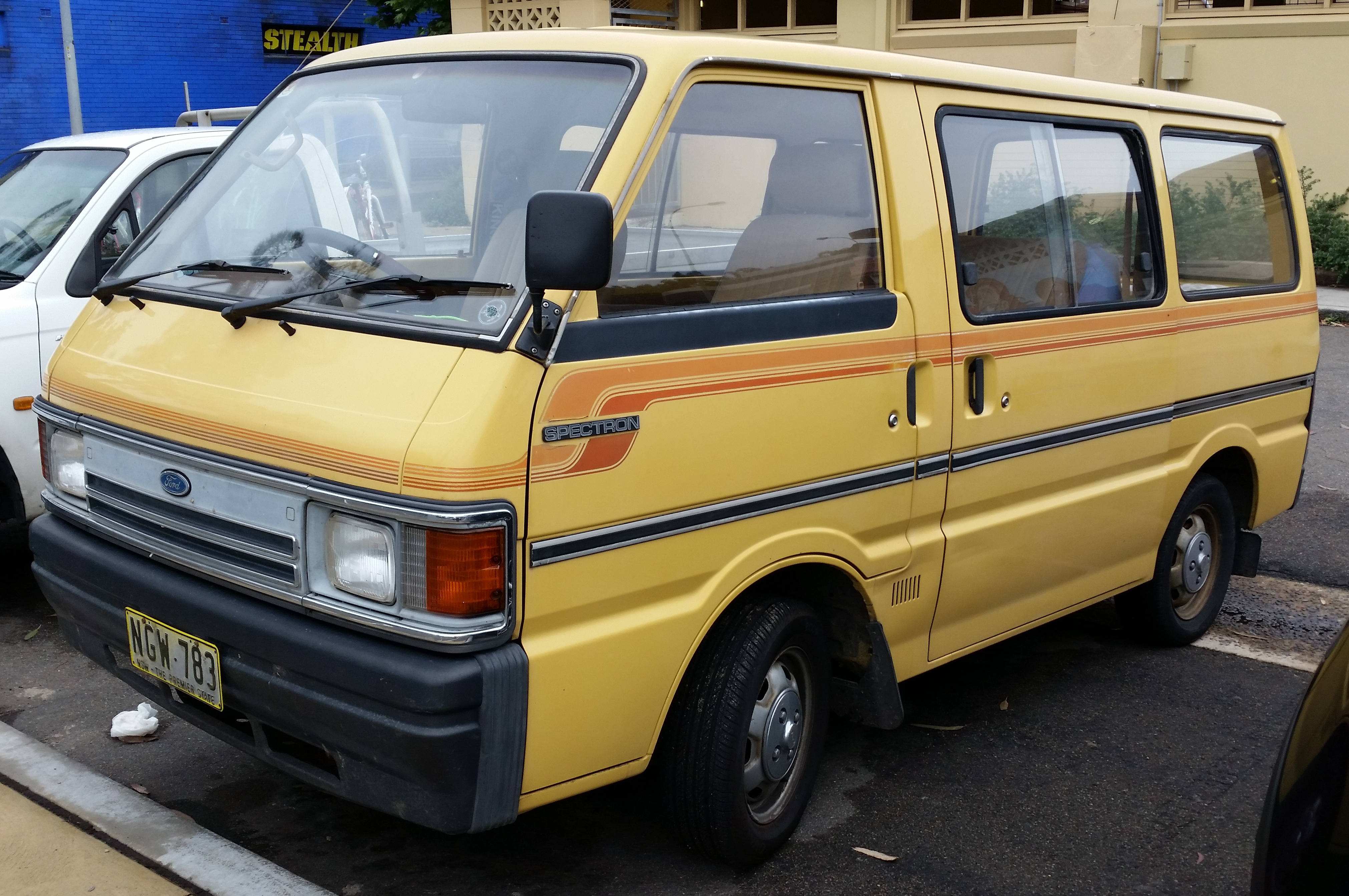
Ford Spectron

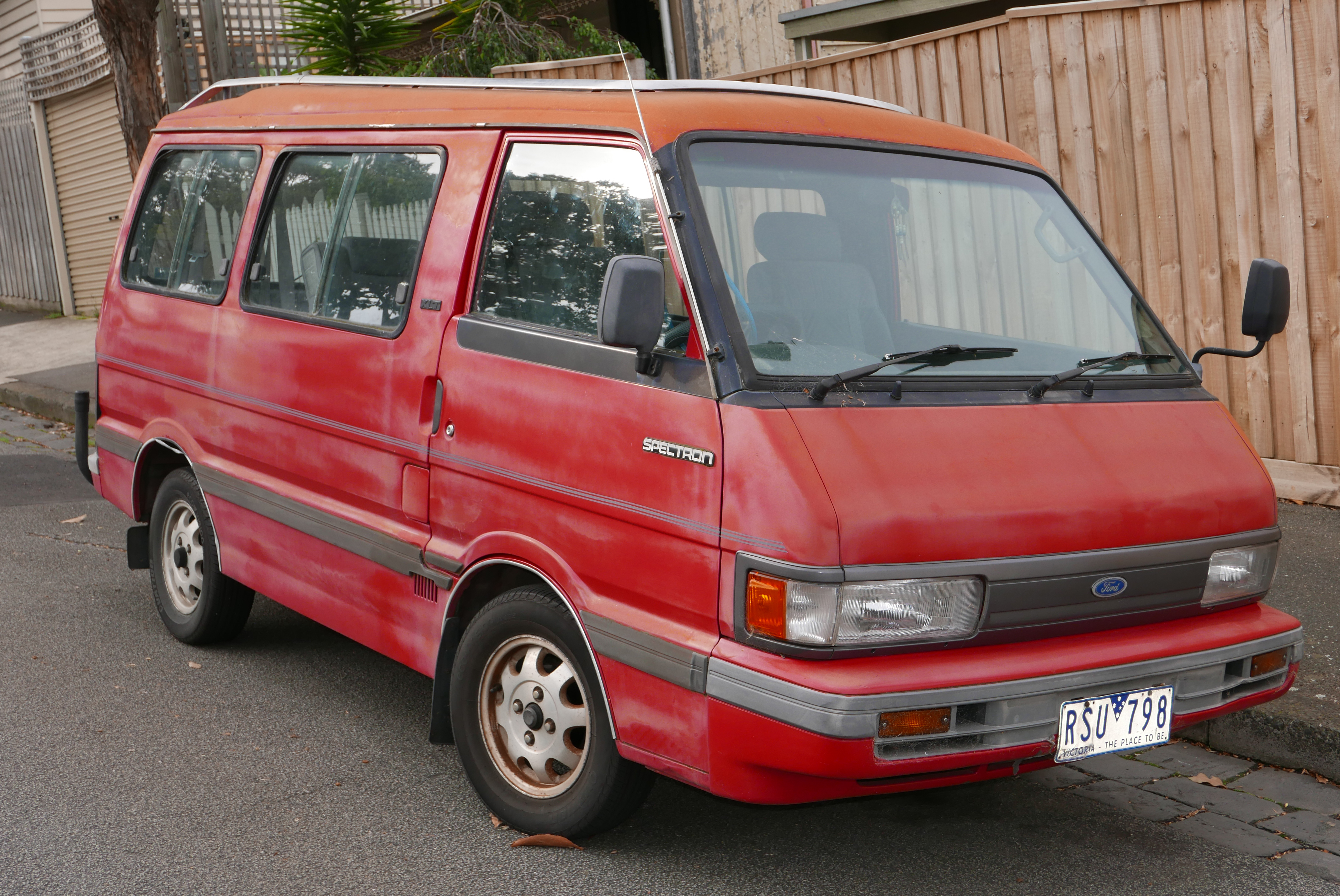
Ford Spectron po liftingu

Ford Econovan II został zaprezentowany po raz pierwszy w 1983 roku.
Econovan drugiej generacji zadebiutował w 1983 roku, ponownie swoim zasięgiem rynkowym obejmując region Azji Wschodniej, Australii i Nowej Zelandii. Podobnie jak poprzednik, samochód został zbudowany jako bliźniacza konstrukcja względem Mazdy Bongo, odróżniając się od niej jedynie drobnymi wizualnymi zmianami i innymi logotypami. Konstrukcja stała się przestronniejsza i nowocześniejsza w stosunku do poprzednika, zyskując większy zakres modyfikacji długości rozstawu osi, wysokości dachu oraz aranżacji przedziału transportowego.

### Spectron
W 1984 roku Ford zdecydował się opracować osobową, bardziej komfortowo wyposażoną odmianę Econovana II z myślą o rynku australijskim i japońskim pod nazwą Spectron. Samochód wyróżniał się trzema rzędami siedzeń i rozbudowaną listą dodatków do wyposażenia.

### Lifting
W 1997 roku, w czasie gdy Mazda Bongo przechodziła już drugą modernizację, Ford Econovan II dopiero teraz zaadaptował zmiany stylistyczne po 14 latach produkcji w niezmienionej formie. Pojawił się zupełnie nowy pas przedni, który wydłużył nadwozie i zdobiony był przez wąskie, podłużne reflektory.

### Silniki

#### Benzynowe
- L4 1.4L UC
- L4 1.8L F8
- L4 2.0L FE

#### Wysokoprężne
- L4 2.0L Diesel
- L4 2.2L R2
- L4 2.2L RF

### Econovan Maxi

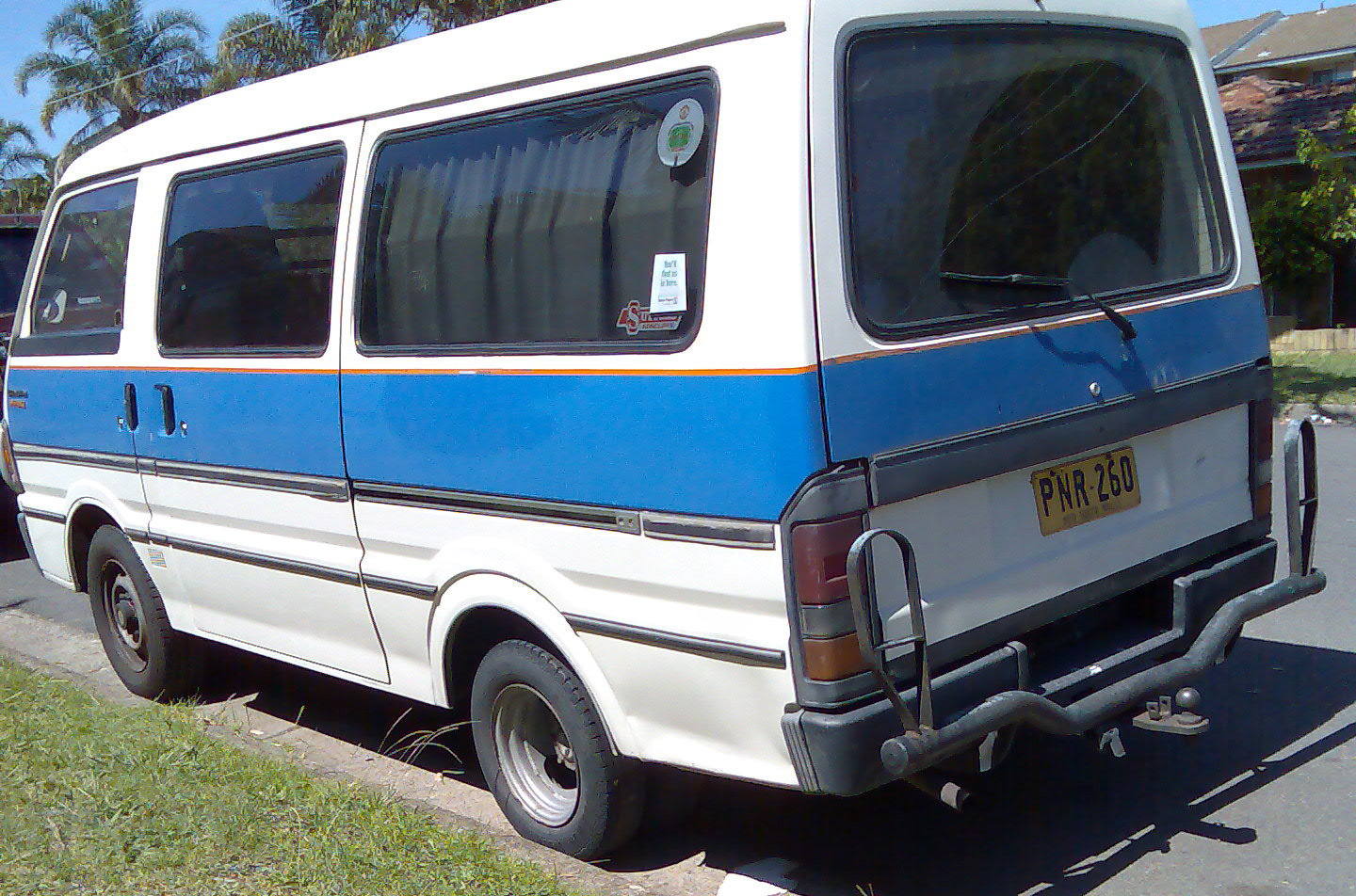
Ford Econovan Maxi I - tył

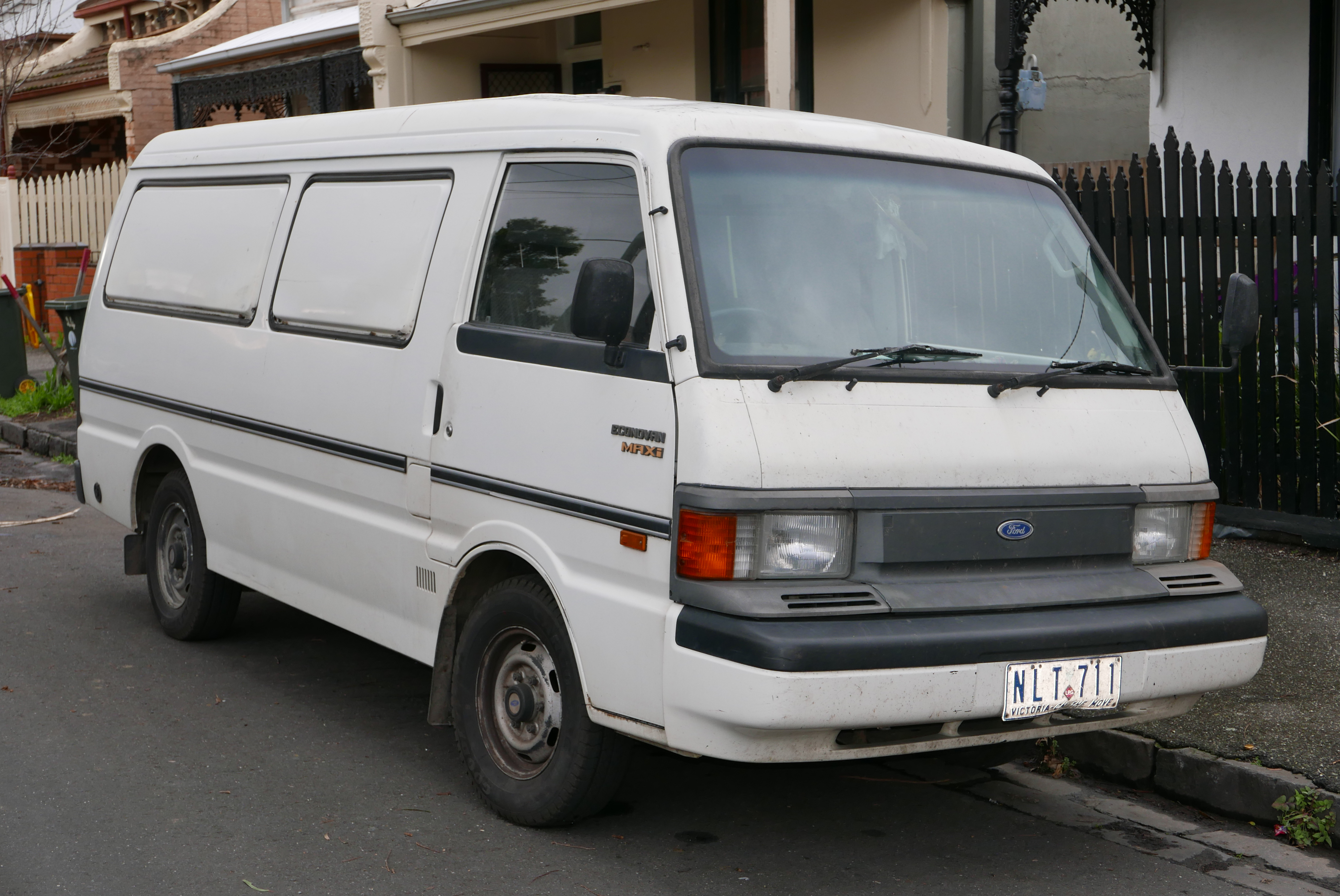
Ford Econovan Maxi I po liftingu

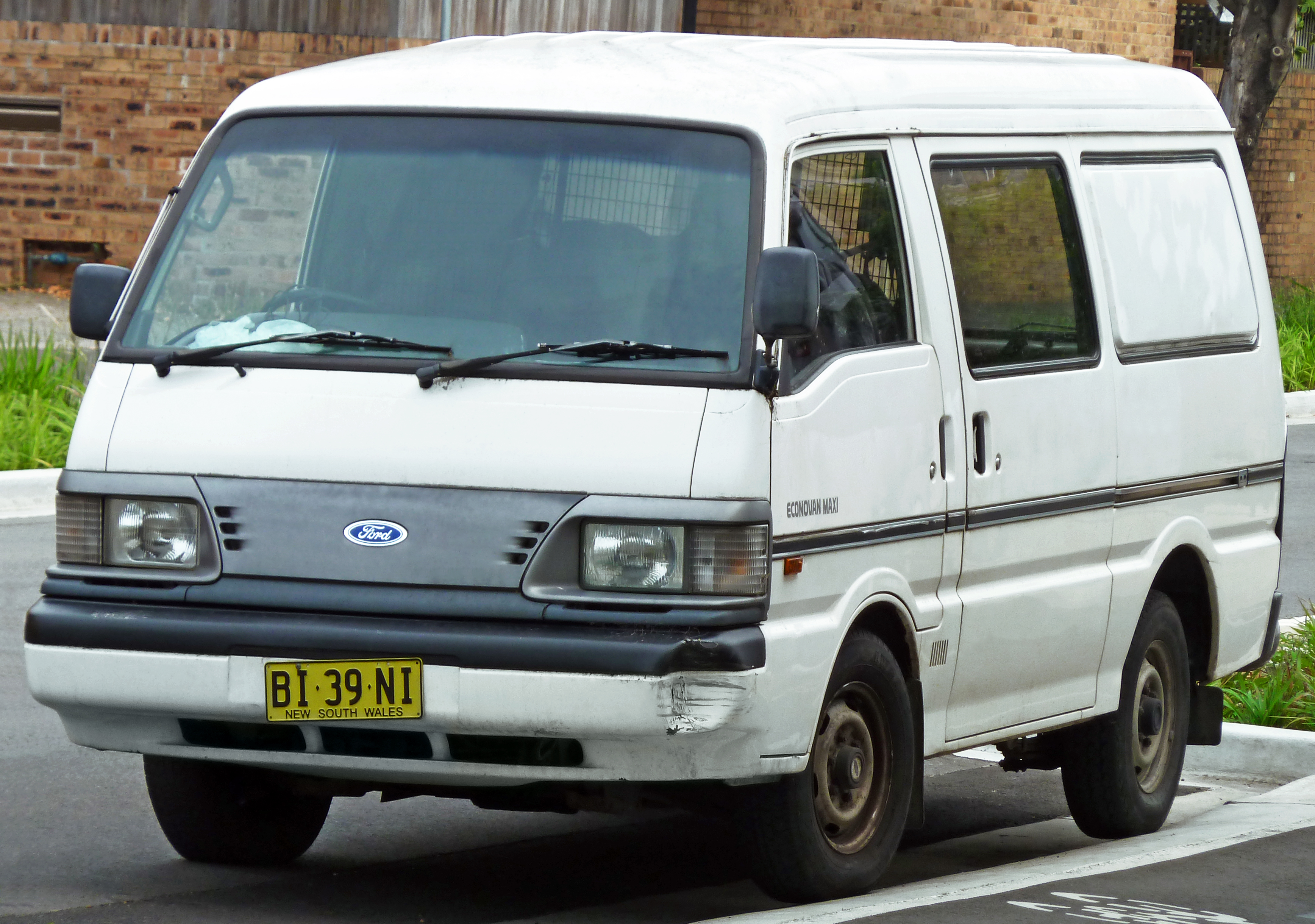
Ford Econovan Maxi I po drugim liftingu

Ford Econovan Maxi I został zaprezentowany po raz pierwszy w 1984 roku.
Rok po prezentacji Econovana drugiej generacji, Ford poszerzył ofertę swoich samochodów dostawczych w regionie Azji Wschodniej i Australii o większy model Econovan Maxi. Była to bliźniacza wersja wobec Mazdy Bongo Brawny, podobnie jak ona różniący się od bazowego modelu dłuższym rozstawem osi, większą kabiną i przestronniejszym przedziałem transportowym lub pasażerskim. Wizualnie samochód wyróżniał się też innym wyglądem pasa przedniego.

### Restylizacje
W 1995 roku Econovan Maxi przeszedł pierwszą modernizację, która zaadaptowała zmiany z bliźniaczego modelu Mazdy. Pojawił się inny wygląd pasa przedniego, na czele z przemodelowanym kształtem reflektorów i zderzaka, który przyjął charakterystyczny kształt a la półka, wydłużając nadwozie.
Druga modernizacja przeprowadzona została w 1997 roku. Pas przedni został zaokrąglony, a ponadto zmodyfikowano też reflektory oraz atrapę chłodnicy. Pojawiły się też drobne zmiany w wyposażeniu.

### Silnik

#### Benzynowe
- L4 2.0L FE
- L4 1.8L F2

#### Wysokoprężne
- L4 2.2L WL-T

## Trzecia generacja

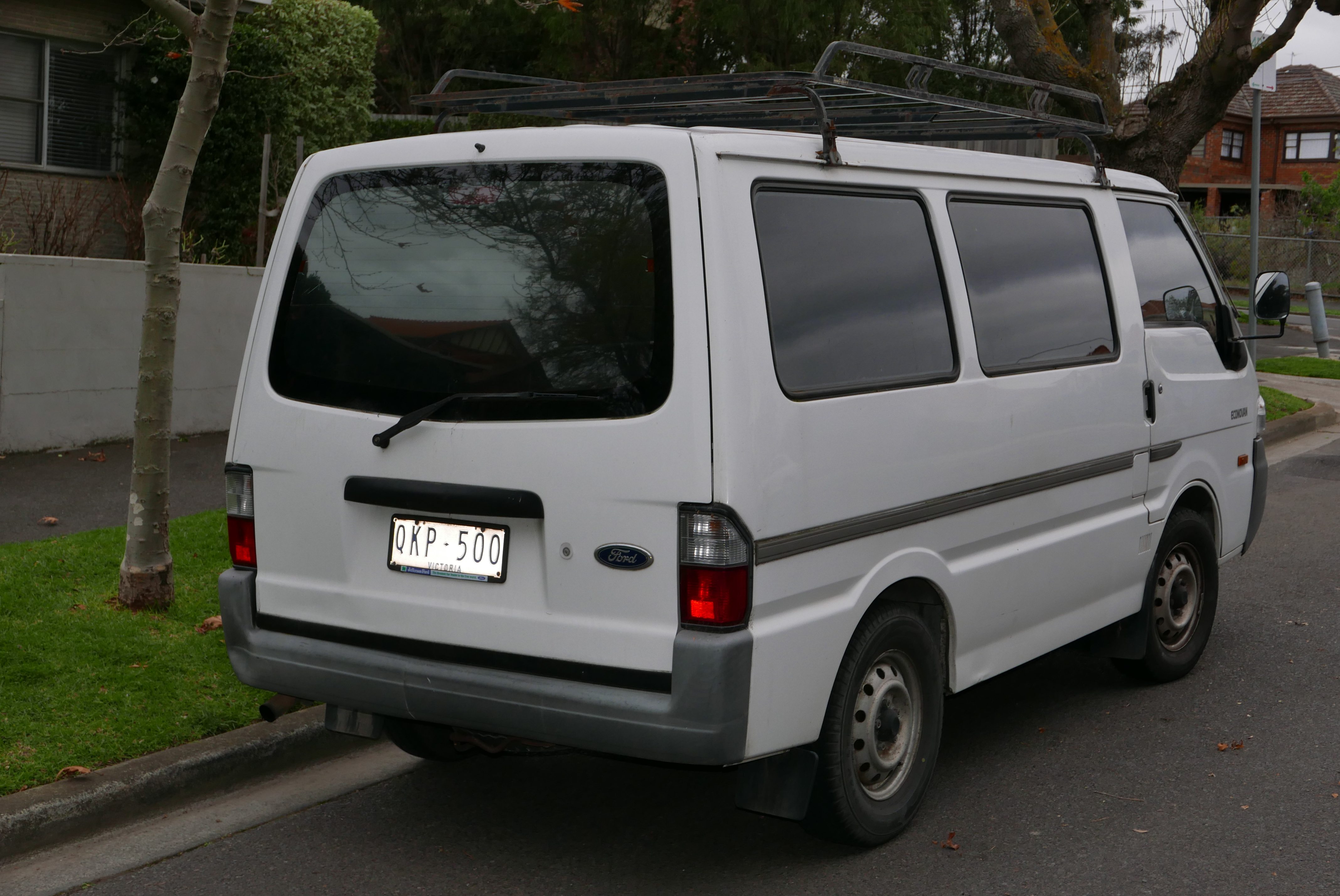
Ford Econovan III - tył

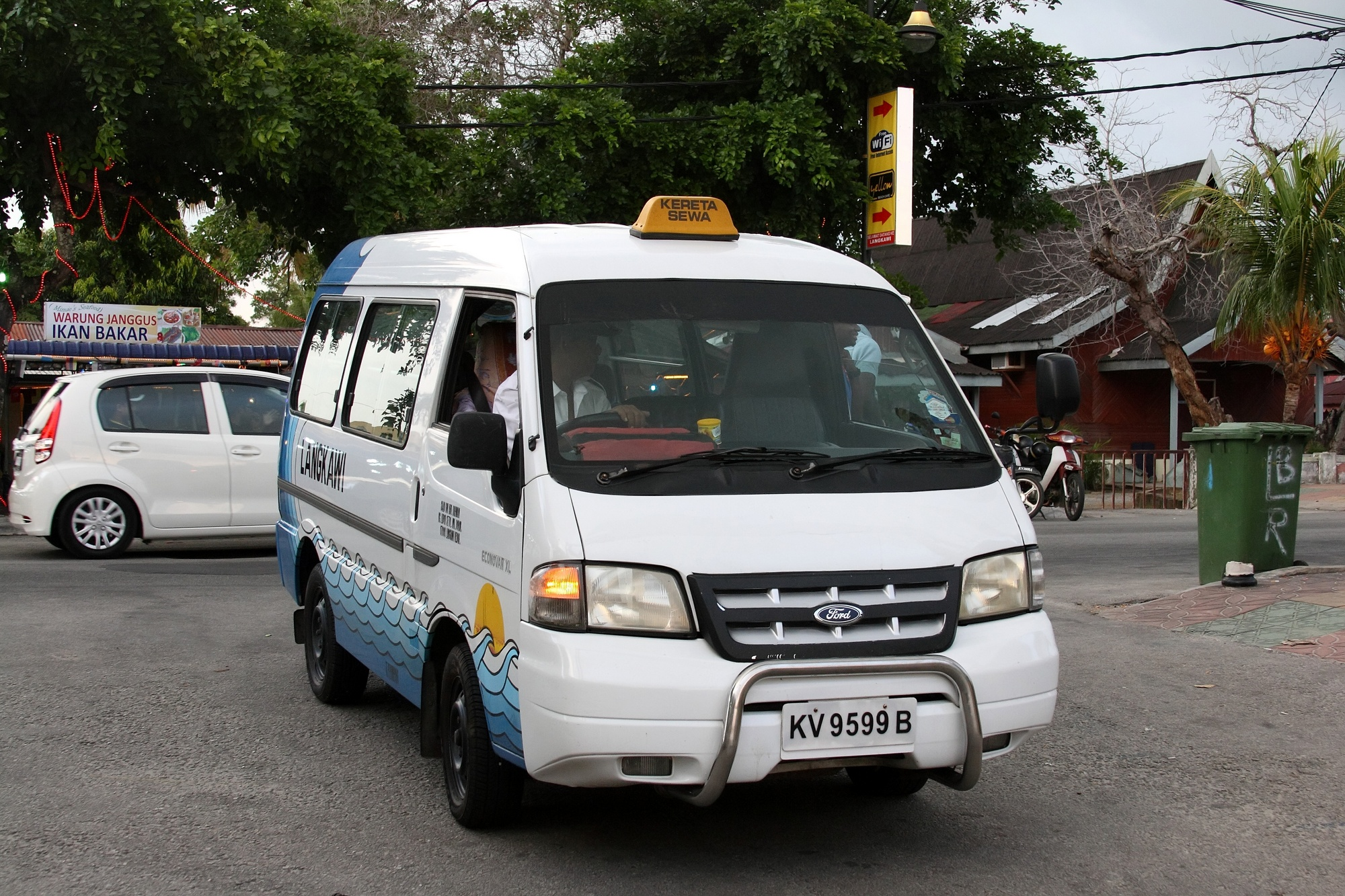
Ford Econovan III w Malezji

Ford Econovan III został zaprezentowany po raz pierwszy w 1999 roku.
Trzecia i ostatnia generacja Forda Econovana zadebiutowała w 1999 roku, równolegle z bliźniaczą nową odsłoną Mazdy Bongo oraz przeznaczonych na wewnętrzny, japoński rynek pochodnych modeli Mitsubishi Delica Van i Nissan Vanette Van. W porównaniu do poprzednika, Econovan III zyskał bardziej krągłe proporcje nadwozia i charakterystyczne, duże reflektory.
Produkcja Forda Econovan zakończyła się w 2005 roku, po czym Ford zrezygnował ze współpracy z Mazdą na polu dużych samochodów dostawczych. Miejsce modelu zastąpił znany z rynku europejskiego i chińskiego Ford Transit.

### Silniki

#### Benzynowe
- L4 2.0L FE
- L4 1.8L F2

#### Wysokoprężne
- L4 2.2L WL-T

### Econovan Maxi

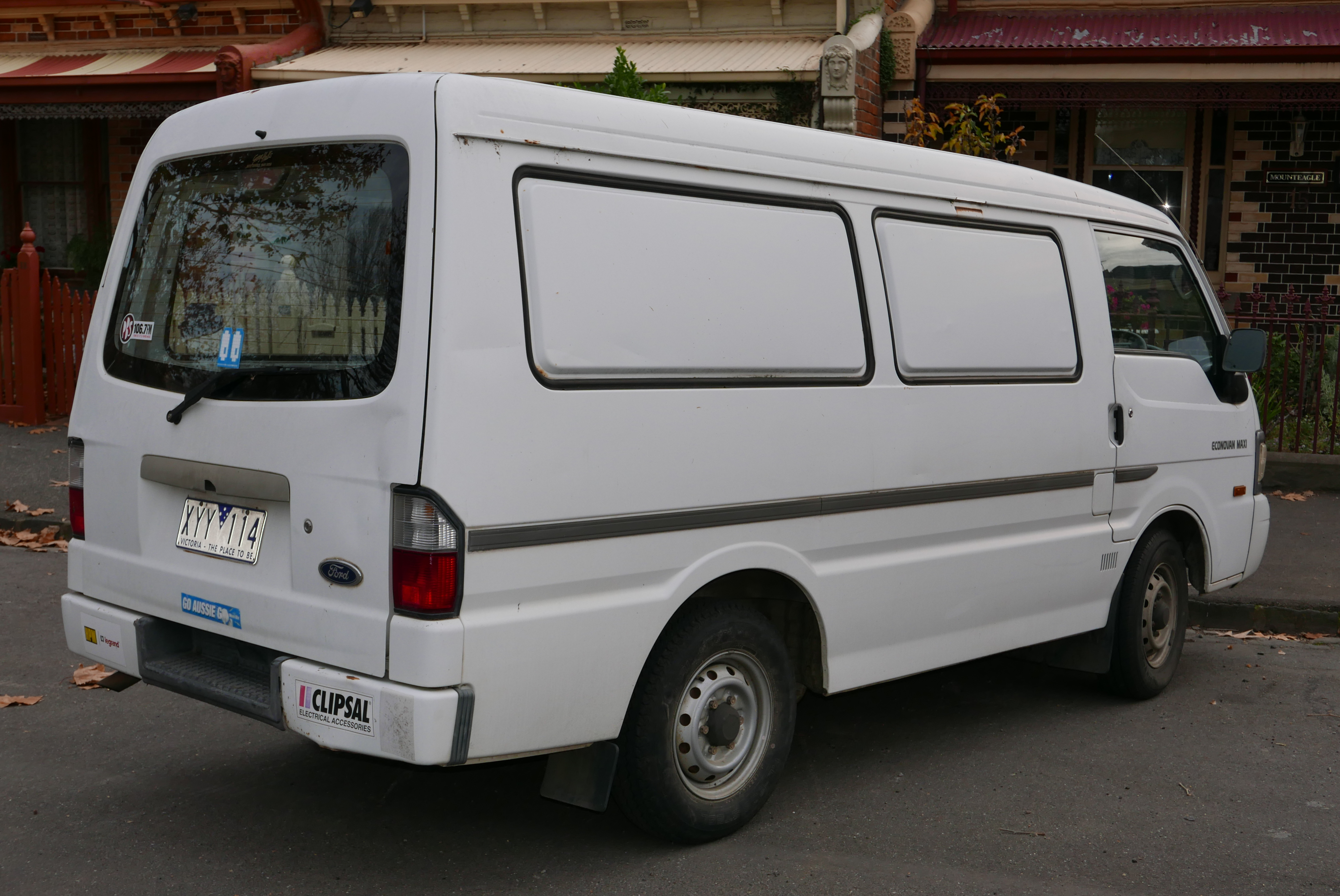
Ford Econovan Maxi II - tył

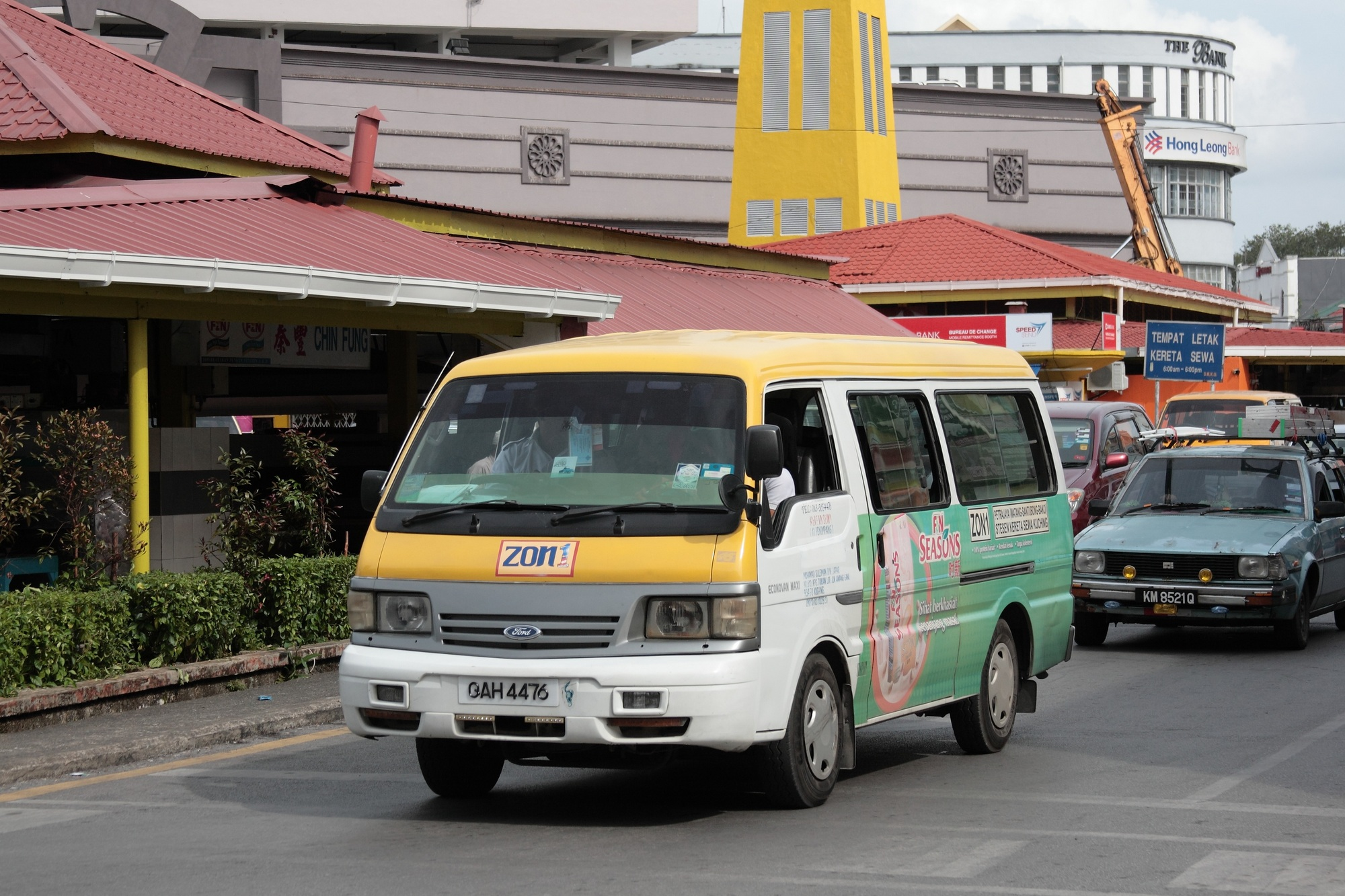
Ford Econovan Maxi II w Malezji

Ford Econovan Maxi II został zaprezentowany po raz pierwszy w 1999 roku.
Druga i ostatnia odsłona większego Forda Econovan Maxi została przedstawiona równolegle z krótszą odmianą i ponownie była bliźniaczą odmianą Mazdy Bongo Brawny. Wizualnie samochód różnił się przede wszystkim innym wyglądem pasa przedniego, a także pojemniejszą przestrzenią transportową i kabiną, co wynikało z dłuższego rozstawu osi.

### Silnik

#### Benzynowe
- L4 2.0L FE
- L4 1.8L F2

#### Wysokoprężne
- L4 2.2L WL-T